# Luis Rijo
Luis Alberto Rijo (28 settembre 1927 – 8 maggio 2001) è stato un calciatore uruguaiano, di ruolo attaccante. Campione del mondo con la Nazionale uruguaiana nel 1950.

## Carriera
Rijo trascorse tutta la carriera nel Central.
Fece parte della selezione che vinse i Mondiali nel 1950, dove non scese mai in campo.

## Palmarès

### Nazionale
- Campionato mondiale: 1